# Torneo de Eastbourne 2019
El Torneo de Eastbourne 2019, también conocido como el Nature Valley International 2019, fue un torneo de tenis perteneciente al ATP World Tour 2019 en la categoría ATP World Tour 250, y a la WTA Tour 2019 en la categoría Premier. El torneo se jugó sobre las canchas de césped del Devonshire Park Lawn Tennis Club en la ciudad de Eastbourne (Gran Bretaña) desde el 23 hasta el 29 de junio de 2019.

## Distribución de puntos
| Modalidad            | Campeón | Finalista | Semifinales | Cuartos de final | 2ª ronda | 1ª ronda | Clasificados | 2ª ronda de clasificación | 1ª ronda de clasificación |
| Individual masculino | 250     | 165       | 100         | 50               | 25       | 0        | 13           | 7                         | 0                         |
| Dobles masculino     | 250     | 150       | 90          | 45               | 20       | 0        | -            | -                         | -                         |

| Modalidad           | Campeona | Finalista | Semifinales | Cuartos de final | 3ª ronda | 2ª ronda | 1ª ronda | Clasificadas | 2ª ronda de clasificación | 1ª ronda de clasificación |
| Individual femenino | 470      | 305       | 185         | 100              | 55       | 30       | 1        | 25           | 13                        | 1                         |
| Dobles femenino     | 470      | 305       | 185         | 100              | -        | -        | 1        | -            | -                         | -                         |

## Cabezas de serie

### Individuales masculino
| Tenista           | Ranking | Preclasificado |
| Guido Pella       | 24      | 1              |
| Laslo Djere       | 27      | 2              |
| Kyle Edmund       | 30      | 3              |
| Dušan Lajović     | 31      | 4              |
| Fernando Verdasco | 37      | 5              |
| Gilles Simon      | 38      | 6              |
| Marco Cecchinato  | 40      | 7              |
| Radu Albot        | 41      | 8              |

- Ranking del 17 de junio de 2019.[3]

### Dobles masculino
| Tenista                               | Ranking | Preclasificado |
| Juan Sebastián Cabal Robert Farah     | 10      | 1              |
| Máximo González Horacio Zeballos      | 40      | 2              |
| Fabrice Martin Édouard Roger-Vasselin | 60      | 3              |
| Dominic Inglot Austin Krajicek        | 70      | 4              |

### Individuales femenino
| Tenista              | Ranking | Preclasificada |
| Ashleigh Barty       | 2       | 1              |
| Karolína Plíšková    | 3       | 2              |
| Kiki Bertens         | 4       | 3              |
| Angelique Kerber     | 6       | 4              |
| Elina Svitolina      | 7       | 5              |
| Simona Halep         | 8       | 6              |
| Sloane Stephens      | 9       | 7              |
| Aryna Sabalenka      | 10      | 8              |
| Anastasija Sevastova | 12      | 9              |
| Belinda Bencic       | 13      | 10             |
| Caroline Wozniacki   | 14      | 11             |
| Qiang Wang           | 15      | 12             |
| Markéta Vondroušová  | 16      | 13             |
| Johanna Konta        | 18      | 14             |
| Julia Goerges        | 19      | 15             |
| Anett Kontaveit      | 20      | 16             |

- Ranking del 17 de junio de 2019.[4]

### Dobles femenino
| Tenista                          | Ranking | Preclasificada |
| Gabriela Dabrowski Yifan Xu      | 20      | 1              |
| Samantha Stosur Shuai Zhang      | 21      | 2              |
| Nicole Melichar Květa Peschke    | 27      | 3              |
| Anna-Lena Grönefeld Demi Schuurs | 33      | 4              |

## Campeones

### Individual masculino
Taylor Fritz venció a  Sam Querrey por 6-3, 6-4

### Individual femenino
Karolína Plíšková venció a  Angelique Kerber por 6-1, 6-4

### Dobles masculino
Juan Sebastián Cabal /  Robert Farah vencieron a  Máximo González /  Horacio Zeballos por 3-6, 7-6(7-4), [10-6]

### Dobles femenino
Hao-Ching Chan /  Yung-Jan Chan vencieron a  Kirsten Flipkens /  Bethanie Mattek-Sands por 2-6, 6-3, [10-6]